# Жлабис-Жянге, Юозас
Юо́зас Жла́бис-Жя́нге (лит. Juozas Žlabys-Žengė; 2 мая 1899, деревня Гимбучяй, ныне Ионишкский район — 9 сентября 1992, Каунас) — литовский писатель и поэт.

## Биография
Юозас Жлабис родился в деревне Гимубчяй. С родителями переехал в Жагаре. Учился в Жагаре в прогимназии. В 1919 году вступил в кавалерийский полк в Каунасе. Окончил военное училище в Каунаса в 1921 году. Служил в гусарском полку «Железный волк». Принимал участие в военном государственном перевороте 17 декабря 1926 года.
Посещал лекции в каунасском Литовском университете. С 1934 года занимался журналистикой. Пользовался псевдонимом Юозас Жянге.
Во время Второй мировой войны сотрудничал в литовской печати, заведовал отделом культуры в газетах „Į laisvę“ и „Ateitis“. За сотрудничество в контролируемой немецкими оккупационными властями печати в 1945 году был арестован. Заключение отбывал в Воркуте. В Литву вернулся в 1958 году. Работал неофициально, иногда писал научные статьи и стихи, сотрудничал в редакции «Малой литовской советской энциклопедии». 
В конце 1980-х — начале 1990-х годах, когда в Литве равернулось движение за восстановление независимости, стал пользоваться общественным вниманием. В 1990 году был принят в члены Союза писателей Литвы. Стал получать персональную пенсию. В 1992 году ему было присвоено звание полковника-лейтенанта в отставке Литовской армии. 
Умер в Каунасе, похоронен в Жагаре.

## Литературная деятельность
Участвовал в литовском авангардистском движении «четырёхветровцев» во главе с Казисом Бинкисом. Издал травестийную «нервную поэму» „Anykščių šilelis“ (1930), отсылающую к классической поэме Антанаса Баранаускаса «Аникшчяйский бор». Выпустил сборник рассказов „Gyvenimo novelės“ (1940).

## Издания
- Pavasarių gramatikos: eilėraščiai. Vilnius: Vaga, 1992.